# Elisabetin (Timișoara)

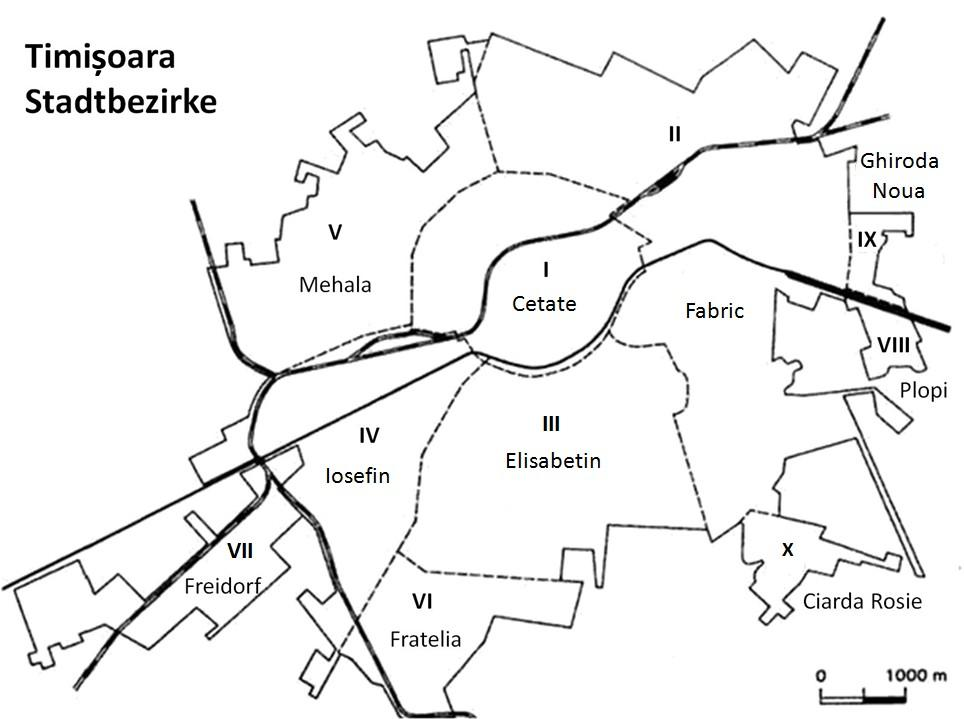
Stadtbezirke von Timișoara (Temeswar)

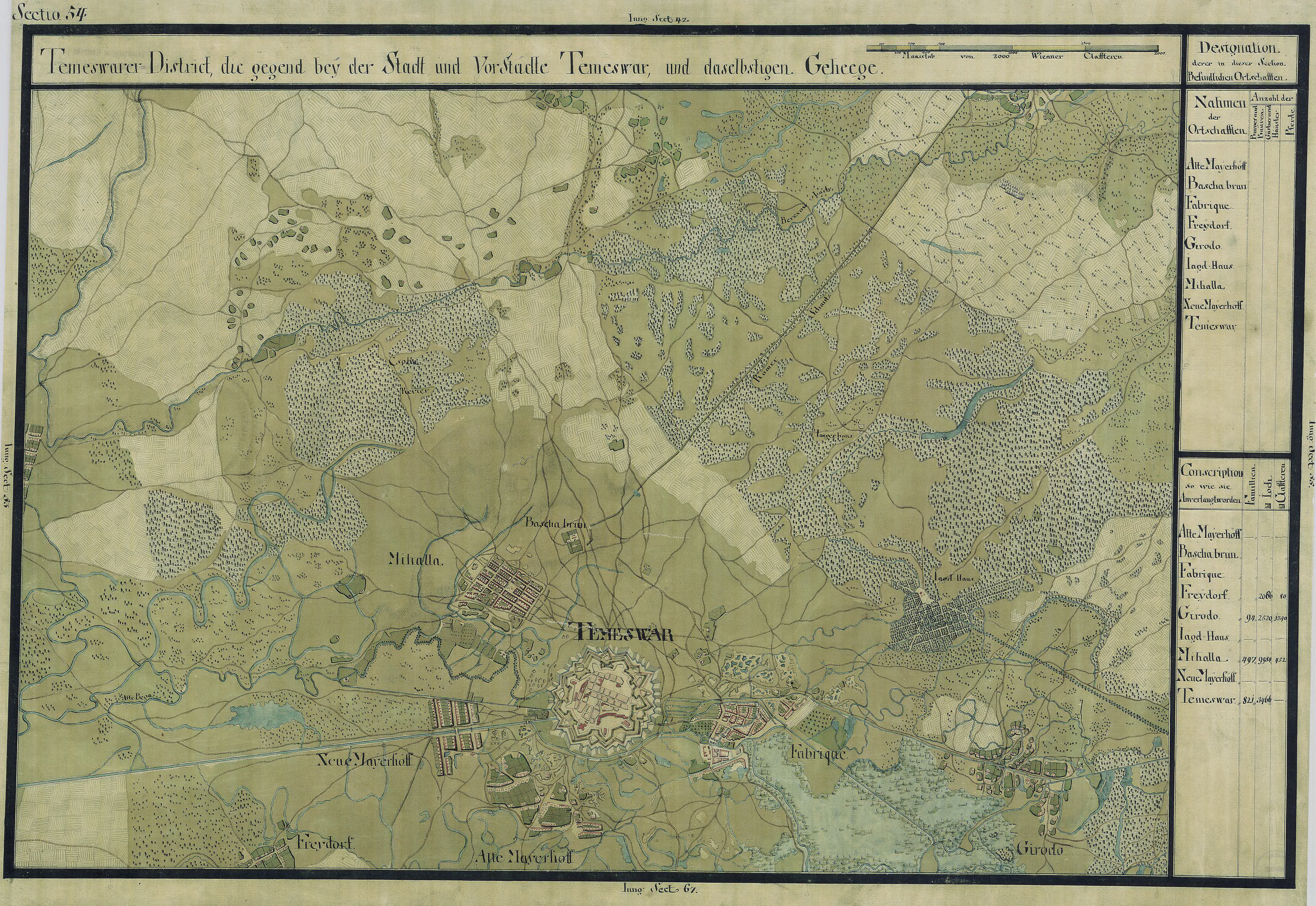
Elisabethstadt, Josephinische Landaufnahme, 1769–1772

Elisabetin (deutsch Elisabethstadt, ungarisch Erzsébetváros) ist ein historisches Viertel und der III. Bezirk der westrumänischen Stadt Timișoara. Der Bezirk erstreckt sich über eine Fläche von 668 Hektar.

## Geschichte
Der heutige Stadtbezirk Elisabetin wurde nach der Rückeroberung Temeswars von den Osmanen durch Eugen von Savoyen zwischen 1716 und 1718 gegründet. In der Anfangszeit hieß die Gemeinde Alte Mayerhöfe (rumänisch Maierele Vechi) und war als ländliche Streusiedlung um eine Holzkirche herum angelegt. Die Häuser verfügten typischerweise über größere Obst- und Gemüsegärten. Der Ortsname war eine Abgrenzung zu den benachbarten Neuen Mayerhöfen, der heutigen Josefstadt.
Ursprünglich handelte es sich bei den Alten Mayerhöfen um zwei getrennte Ortsteile, dies waren die Deutschen Mayerhöfe (rumänisch Maierele Germane) und die Walachischen Mayerhöfe (rumänisch Maierele Valahe). Letztere wurden auch als Rumänische Mayerhöfe (rumänisch Maierele Române) bezeichnet. Die deutsche Siedlung befand sich links und rechts der heutigen Strada Romulus, die rumänische rund um den heutigen Piața Axente Sever. Die Grenze verlief ungefähr im Zuge der heutigen Strada Independenței. Ungarisch wurden beide Teile zusammenfassend als Majorok bezeichnet. Nachdem schließlich 1773 aus den Neuen Mayerhöfen die Josefstadt wurde, bürgerte sich auch im Deutschen der vereinfachte Name Mayerhöfe ein.
Im Laufe der Jahre wuchsen die beide Teile der Mayerhöfe eng zusammen. Zum gemeinsamen Zentrum entwickelte sich der heutige Piața Nicolae Bălcescu, damals noch als Telekház tér (deutsch Grundhausplatz) bezeichnet.
Nach der 1890 erfolgten Eingemeindung nach Timișoara wurde der Stadtbezirk in Majorkülváros (deutsch Mayervorstadt) umbenannt und wuchs rasch an. Am 25. Mai 1896 erhielt er schließlich zu Ehren der Kaiserin Elisabeth von Österreich-Ungarn den Namen Erzsébetkülváros (deutsch Elisabethvorstadt oder auch Vorstadt Elisabethstadt). Dieser wurde schon wenige Jahre später zu Erzsébetváros (deutsch Elisabethstadt) vereinfacht. Die Benennung nach Kaiserin Elisabeth erfolgte analog zum gleichnamigen Budapester Stadtteil, dieser war bereits 1882 umbenannt worden.
In der Zwischenkriegszeit wurde der Name durch die rumänische Verwaltung in Principesa Elisabeta (deutsch Prinzessin Elisabeth) geändert, häufig zu Elisabeta verkürzt. Nach der vorübergehenden Bezeichnung Nicolae Bălcescu in der sozialistischen Zeit ist der heutige Name Elisabetin.

## Gebäude
- Cantina Politehnicii, die Kantine der Polytechnischen Universität Timișoara, von welcher 1956 der Studentenaufstand in Timișoara ausging
- Abator Comunal, der von dem Architekten László Székely erbaute städtische Schlachthof
- Römisch-katholische Kirche Heiliges Herz Jesu, rumänisch Preasfânta Inimă a lui Isus, im gotischen Stil von dem Architekten Karl Salcovics zwischen 1912 und 1919 erbaut
- Rumänisch-orthodoxe Kirche Mariä Himmelfahrt, rumänisch Biserica Adormirea Maicii Domnului, erbaut 1784
- Rumänisch-orthodoxe Kirche des Heiligen Märtyrers Archidiakon Ștefan, (rumänisch Biserica Martirilor Sfântul Arhidiacon Ștefan)[1]
- Griechisch-katholische Kirche der Heiligen Maria Königin des Friedens und der Einheit, rumänisch Biserica Sfânta Maria Regina Păcii
- Reformierte Kirche an der Piața Sfânta Maria, 1902 nach den Plänen der Architekten Károly Nagy junior und László Jánosházi aus Budapest im Stil der englischen Gotik erbaut
- Casa turcească, das Türkische Haus, historisches Gebäude aus dem 18. Jahrhundert

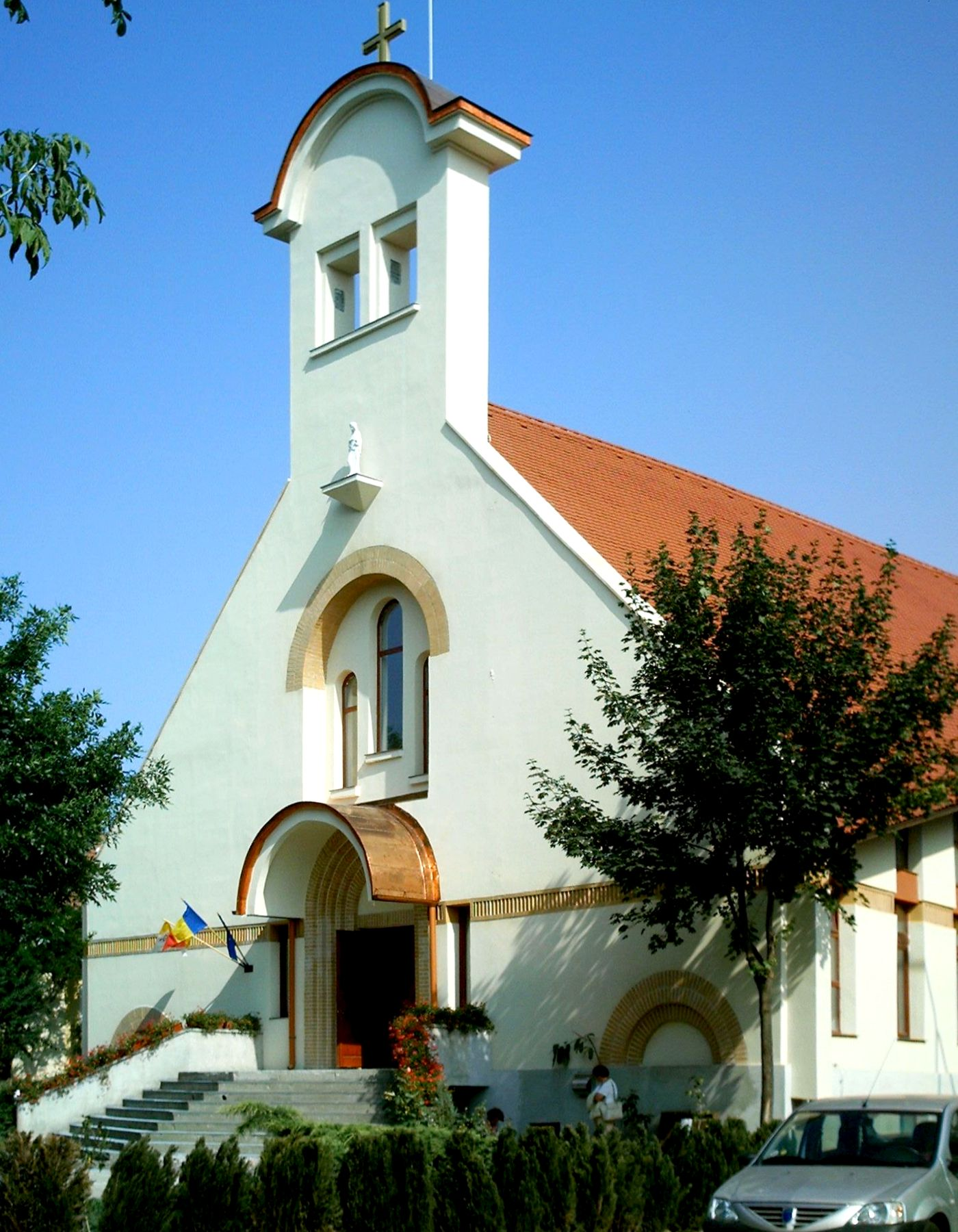
Kirche der Heiligen Maria Königin des Friedens und der Einheit, Biserica Sfânta Maria Regina Păcii
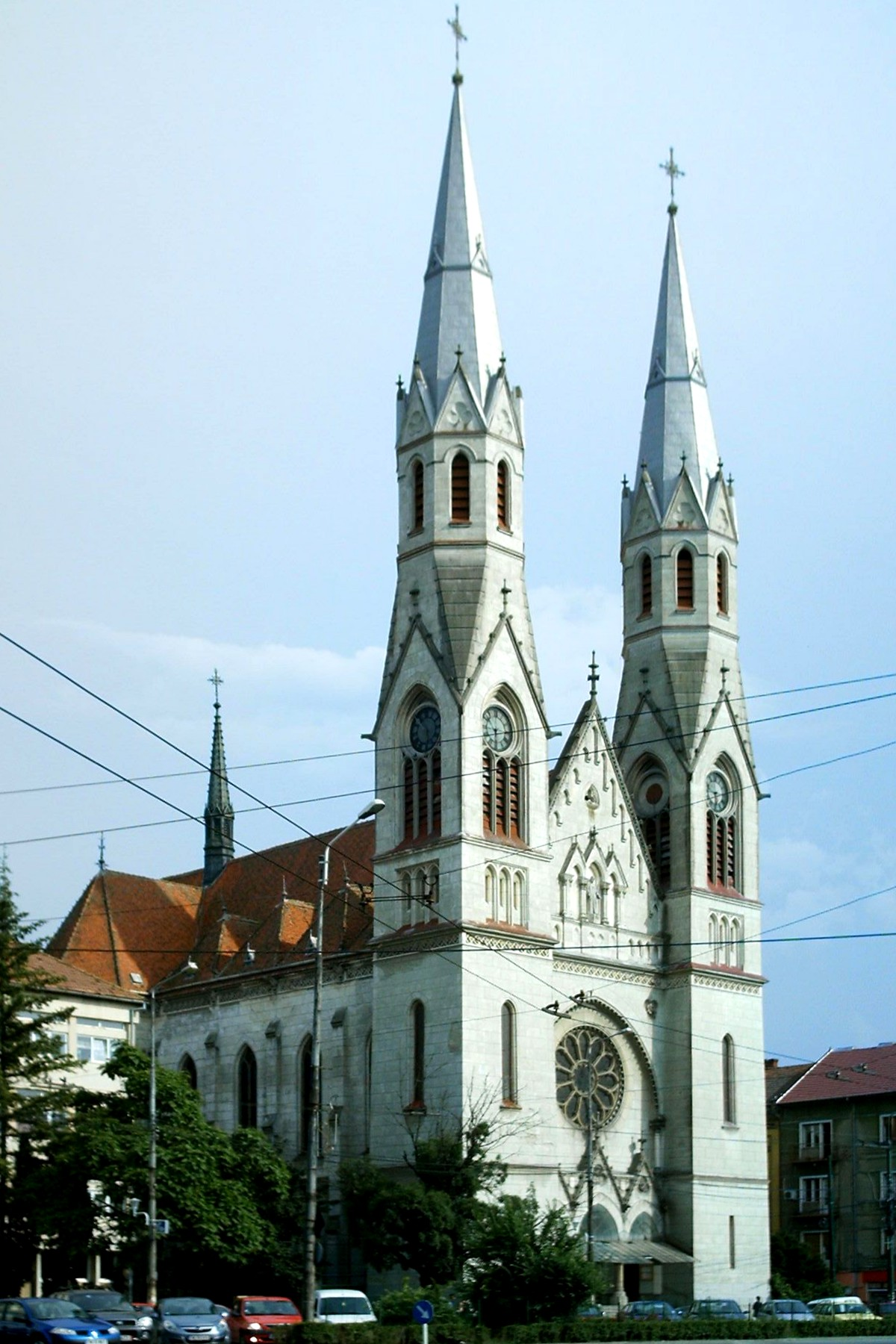
Kirche Heiliges Herz Jesu, Preasfânta Inimă a lui Isus
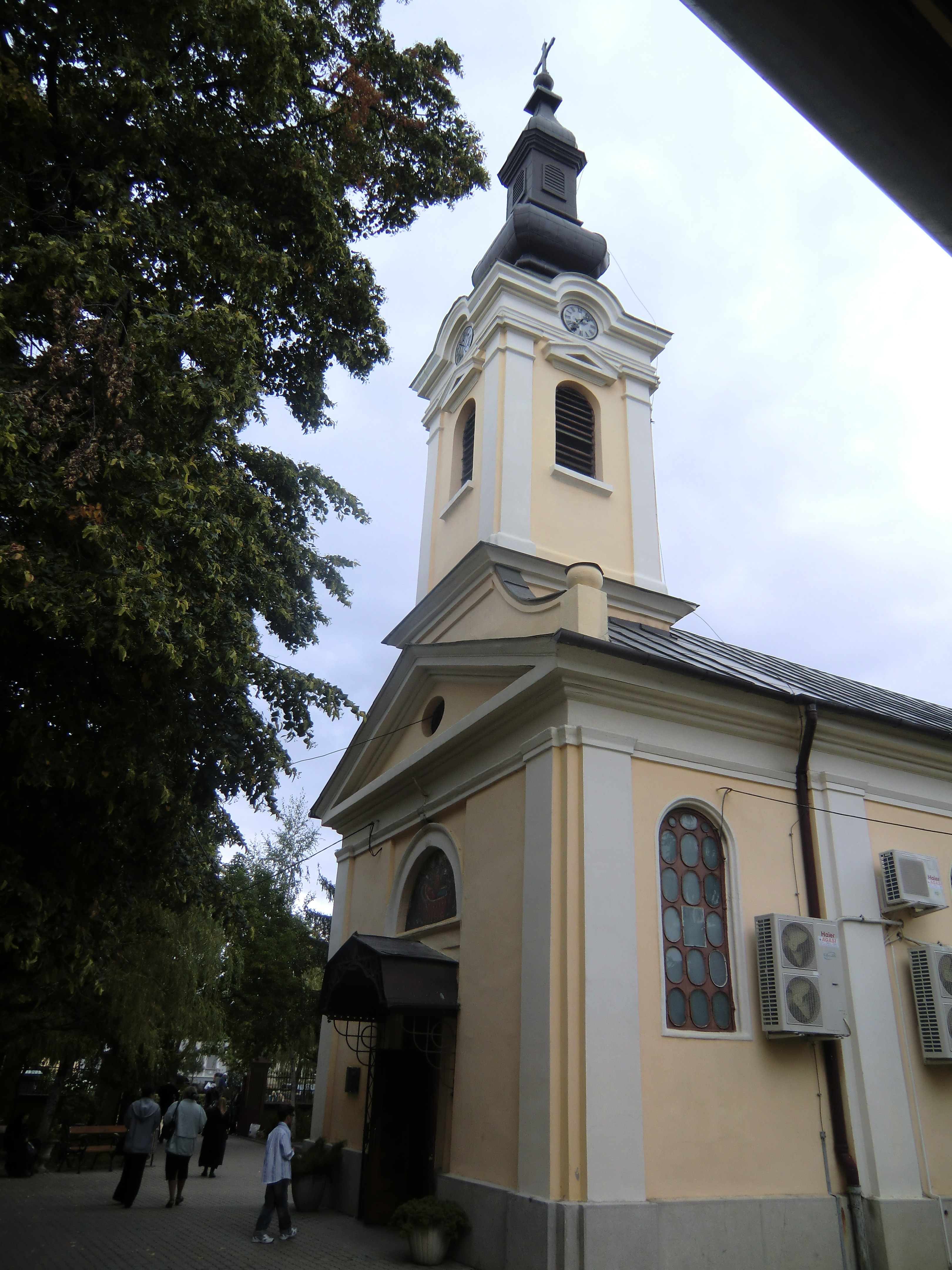
Kirche Mariä Himmelfahrt, Biserica Adormirea Maicii Domnului
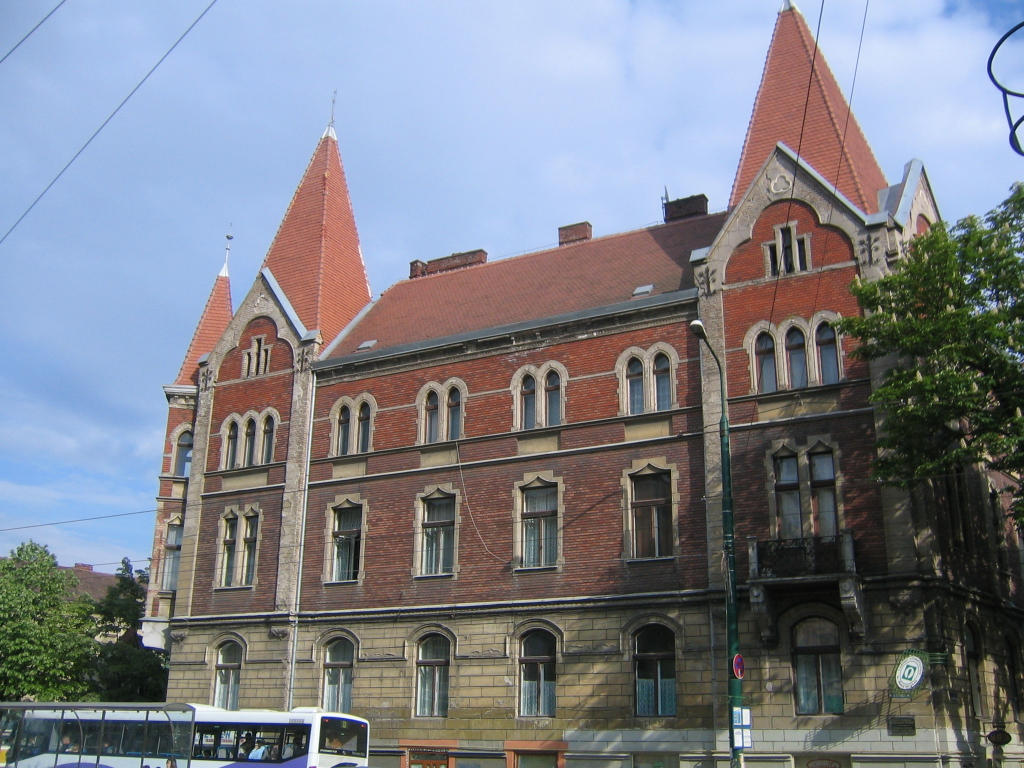
Reformierte Kirche an der Piața Sfânta Maria, Biserica Reformată din Elisabetin

## Brücken
Die Brücken Podul Tinereții und Podul Michelangelo überqueren in Elisabetin die Bega und verbinden damit diesen Bezirk mit dem I. Bezirk Cetate.